# 野口洋二
野口 洋二（のぐち ようじ、1933年1月28日 - ）は日本の歴史学者。早稲田大学名誉教授。専門は西洋中世史、特に西洋中世の宗教政治史・文化史。
1951年東京都立大学附属高等学校卒業。1956年早稲田大学第一文学部史学科卒業。1962年早稲田大学大学院文学研究科博士課程修了。1964年早稲田大学文学部助手。1966～1968年、スイス政府給付留学生としてジュネーヴ大学へ留学した。1969年同講師、1972年同助教授、1977年同教授。同年、文学博士（早稲田大学）。1990年早稲田大学図書館長。1991年に総合学術情報センターの開館式を挙行する。早稲田大学理事（文化事業担当）、同大学総合研究機構長、同大学會津八一記念博物館長などを歴任した。2003年定年退職。

## 著書
- 『グレゴリウス改革の研究』創文社、1978年
- 『中世ヨーロッパの教会と民衆の世界』早稲田総研クリエイティブ、2009年
- 『中世ヨーロッパの異教・迷信・魔術』早稲田大学出版部、2016年

### 編著
- 『西洋の歴史＜古代・中世編＞』ミネルヴァ書房、1988年

### 訳書
- 『叙任権闘争』オーギュスタン・フリシュ、創文社 歴史学叢書、1972年、再版1981年／ちくま学芸文庫、2020年
- 『十二世紀ルネサンス』チャールズ・H・ハスキンズ、創文社、1985年。講談社「創文社オンデマンド叢書」（電子書籍）で再刊
- 『中世ヨーロッパ文化史』クリストファー・ドーソン、諏訪幸男共訳、創文社 歴史学叢書、1993年
- 『入門 十二世紀ルネサンス』ジャック・ヴェルジェ、創文社、2001年
- 『ヨーロッパ中世末期の学識者』ジャック・ヴェルジェ、創文社、2004年

### 監修
- 『総合新世界史図説』帝国書院編集部編、長澤和俊ほか、帝国書院、1998年
- 『明解新世界史地図』帝国書院編集部編、古賀登ほか、帝国書院、2000年
- 『大学受験のための世界史図説資料集』帝国書院編集部編、長澤和俊ほか、帝国書院、2001年